# Tereza Strnadová
Tereza Strnadová (27. července 1984 Brno) je česká novinářka, básnířka a dramatička. 

## Život
Studovala žurnalistiku a gender studies na FSS Masarykovy univerzity v Brně. Při studiu začala pracovat v Brněnském deníku Rovnost, posléze působila v regionální mutaci MF DNES Brno a Jižní Morava. Od roku 2010 působila v domácím oddělení MF DNES, zaměřovala se na politické zpravodajství a investigativu. V roce 2012 nastoupila do České televize, nejprve do domácího oddělení, později do pořadu 168 hodin a Reportéři ČT, kde byla reportérkou. Momentálně je šéfeditorkou homepage Seznam.cz.
Básně opakovaně publikovala na Nedělní chvilce poezie redigované básníkem Karlem Škrabalem, v roce 2016 také v časopise Host. V roce 2018 měla v pražském divadle Rock Café premiéru divadelní hra Mediální pakáž aneb dreamjob, jejíž je autorkou a která se zde reprízovala dva roky.
Žije v Praze. Má syna, její partnerkou je herečka Andrea Gabrišová.